# دیرسوم
دیرسام (به هلندی: Deersum) یک منطقهٔ مسکونی در هلند است که در برنشتاین واقع شده‌است. دیرسام ۱۳۰ نفر جمعیت دارد.